# (31867) 2000 EG94
2000 EG94 (asteroide 31867) é um asteroide da cintura principal. Possui uma excentricidade de 0.30873940 e uma inclinação de 12.86548º.
Este asteroide foi descoberto no dia 9 de março de 2000 por LINEAR em Socorro.